# Dolmen von Friedrichsruhe
Der 1969 von Ewald Schuldt ausgegrabene, erweiterte Dolmen von Friedrichsruhe ist eine neolithische Megalithanlage mit der Sprockhoff-Nr. 407. Er liegt zusammen mit zwei stärker gestörten Anlagen am südlichen Ende eines Waldes, südlich der „Dorfstraße“, zwischen Goldenbow und Frauenmark, bei Friedrichsruhe im Landkreis Ludwigslust-Parchim in Mecklenburg-Vorpommern.

## Beschreibung

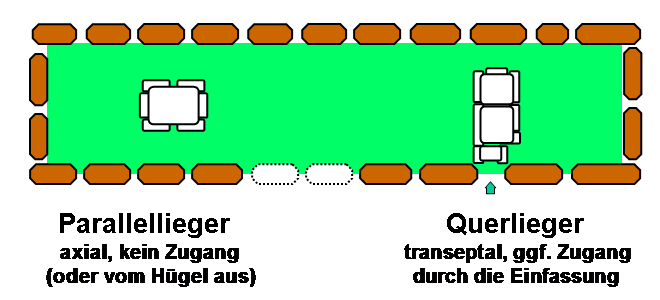
Der Dolmen von Friedrichsruhe, als Querlieger im Hünenbett (schematische Darstellung rechts – links ein Parallellieger)

Das Großsteingrab vom Typ erweiterter Dolmen liegt in einem etwa 60 m langen, etwa nordost-südwest orientierten trapezoiden Hünenbett mit Wächtersteinen am breiteren Ende. Es entstand zwischen 3500 und 2800 v. Chr. als Anlage der Trichterbecherkultur (TBK). „Neolithische Monumente sind Ausdruck der Kultur und Ideologie jungsteinzeitlicher Gesellschaften. Ihre Entstehung und Funktion gelten als Kennzeichen der sozialen Entwicklung“.
Im Nordost-Teil liegt stark außerhalb der Achsen die kleine, leicht schräg und quer gestellte (Querlieger) Kammer von etwa 1,4 m Höhe, 4,0 m Länge und 2,0 m Breite. Von den ursprünglich zwei Decksteinen liegt einer noch auf. Die sieben teilweise kurios angeordneten Tragsteine, der etwas eingetieften Kammer befinden sich in situ. Der aus Platten erstellte nur teilweise erhaltene Zugang an der Westseite liegt etwas höher, auf Bodenniveau. Auch wenn mehr als die Hälfte der Steine der schwach trapezoiden 4,0 auf 3,5 m breiten Einfassung fehlen, markieren die 41 verbliebenen (davon ein Wächterstein) die Ausdehnung recht gut.
Neben menschlichen Gebeinen (darunter zwei Schädel) und Holzkohle wurden acht Scherben, zwei Amphoren, eine Bernsteinperle und eine Kragenflasche gefunden.
In der Nähe liegen die Großsteingräber von Frauenmark.